# 倫諾克斯 (加利福尼亞州)
倫諾克斯（英語：Lennox）是位於美國加利福尼亞州洛杉磯縣的一個人口普查指定地區。

## 地理
倫諾克斯的座標為34°56′23″N 118°21′27″W / 34.93972°N 118.35750°W，而該地最高點為海拔高度22米（即72英尺）。

## 人口
根據2010年美國人口普查的數據，倫諾克斯的面積為2.832平方千米，當中陸地面積為2.832平方千米，而水域面積為0.000平方千米。當地共有人口22753人，而人口密度為每平方千米8,034人。